# Marquesado de Bodonitsa
El Margraviato o Marquesado de Bodonitsa (también Vodonitsa o Boudonitza; en griego: Μαρκιωνία/Μαρκιζᾶτον τῆς Βοδονίτσας), hoy Mendenitsa, Ftiótide (180 km al noroeste de Atenas), fue un estado franco en Grecia después de la conquista por la Cuarta Cruzada. Fue concedida originalmente como una posesión al marqués Guido Pallavicini por Bonifacio, primer rey de Tesalónica, en el año 1204. Su propósito original era proteger el paso de las Termópilas.
El marquesado sobrevivió a la caída de Tesalónica después de la muerte de Bonifacio, pero fue subordinado al Principado de Acaya en 1248. El marquesado además sobrevivió a la llegada de la Compañía Catalana en 1311, pero cayó ante dos familias venecianas en una rápida sucesión: Cornaro (hasta 1335) y los Zorzi. Los Zorzi gobernaron el marquesado hasta que los turcos otomanos la conquistaron en 1414. Nicolás II continuó usando el título de marqués después de esa fecha, pero el territorio nunca fue recuperado.

## Historia
En 1204 el rey latino de Tesalónica Bonifacio de Montferrato cedió Bodonitsa como un feudo al marqués Guido Pallavicini, a quien los griegos de la región llamaron «Marquesopoulo». El objetivo del marquesado era defender el paso de las Termópilas y los territorios del rey latino en Tesalia y Macedonia, que estaban amenazados por el ejército griego de León Esguro. Inicialmente, el Marquesado de Bodonitsa estuvo bajo la soberanía del emperador latino de Constantinopla. Posiblemente alrededor de 1248 se convirtió en tributario del príncipe de Acaya hasta 1278, cuando cayó bajo el gobierno de Carlos I de Anjou.
El marqués de Bodonitsa Guido Pallavicini fue el principal consejero de la viuda de Bonifacio de Montferrato, Margarita. En 1207 había participado en el movimiento de los señores lombardos de Tesalónica. Finalmente, capituló con el emperador latino Enrique de Flandes, cuando en 1209 las tropas imperiales llegaron a la región.
Después de la caída del Reino de Tesalónica en 1224, Guido, se atrincheró en el castillo de Bodonitsa (Vriokastro), poniendo una fuerte resistencia contra el déspota de Epiro Teodoro Comneno Ducas y consiguió así comprobar el descenso de este último hacia el sur. Alrededor de 1250 Bodonitsa estaba amenazado cuando el emperador bizantino de Nicea Juan III Ducas Vatatzes lanzó una campaña contra el déspota de Epiro Miguel II Ducas, que aspiraba a expandir su control al paso de las Termópilas y la parte norte del Ática-Beocia franca. Unos años después, aprox. 1256, el marqués de Bodonitsa Ubertino Pallavicini estuvo involucrado en la disputa entre el príncipe de Acaya Guillermo II de Villehardouin y los triarcas de Negroponte.
En 1311, la región fue atacada por la Compañía Catalana. Después de la severa derrota de los gobernantes francos de Romania por los catalanes en la batalla del río Cefiso (1311), María dalle Carceri, la viuda de Alberto Pallavicini, el marqués de Bodonitsa, se casó con Andrea Cornaro, señor de Karpatos, a quien le dio la mitad del Marquesado de Bodonitsa como dote. El marquesado, a pesar de los saqueos que había sufrido por los catalanes, se mantuvo bajo el dominio de Cornaro hasta 1335, cuando recayó en la familia veneciana de Zorzi. Los Zorzi gobernaron Bodonitsa hasta que cayó ante los turcos otomanos en 1414.
El Marquesado de Bodonitsa floreció durante la segunda mitad del siglo XIV}, bajo el marqués Francis, que gozaba de la confianza y el apoyo de los venecianos. A veces, la región había sido gobernada por mujeres como Isabel Pallavicini y Guillermina Pallavicini. Durante su larga historia el Marquesado de Bodonitsa y sobre todo el obispado latino de la región se había convertido a menudo en blanco de los piratas del golfo de Eubea.

## Organización eclesiástica
En cuanto a la organización eclesiástica, Bodonitsa fue un obispado (obispado de las Termópilas), que quedó bajo la jurisdicción del arzobispado latino de Atenas. Desde 1371, o incluso antes, el marquesado tenía un obispo ortodoxo (el obispo de Mendenitsa), quien quedó bajo el metropolitano ortodoxo de Larissa y después, en el siglo XV, bajo el metropolitano de Atenas. Cerca del castillo de Bodonitsa había un monasterio ortodoxo, donde el metropolitano de Atenas Miguel Coniates había buscado refugio después de la conquista latina en 1204.

## Margraves

### Pallavicini
Tomás heredó el margraviato tras una disputa con el viudo de Isabel, Antonio el Flamenco. Tomás fue un nieto de Rubino, el hermano de Guido.
- Guido 1204-1237
- Ubertino 1237-1278
- Isabel 1278-1286
- Antonio el Flamenco, esposo de Isabel (conjetura) 1278-1286
- Tomás 1286-c. 1300
- Alberto c. 1300-1311
- María dalle Carceri, esposa de Alberto 1311-1323
- Andrea Cornaro, esposo de la anterior 1312-1323
- Guillermina 1311-1358
- Bartolomeo Zaccaria, esposo de Guillermina 1327-1334

### Zorzi
El primer Zorzi fue esposo de Guillermina.
- Nicolás I 1335-1345
- Francisco 1345-1388
- Jacobo 1388-1410
- Nicolás II 1410-1411
- Nicolás III 1411-1414